# Latino Moderne
Latino Moderne is een kunsttaal, die door David Theodore Stark in de jaren tachtig van de 20e eeuw is ontworpen en in 1996 voor het eerst op het Internet werd gepubliceerd. De taal kan worden beschouwd als een herziening van het Interlingua de IALA.

## Doel
Het Latino Moderne ziet zichzelf als "de taal van het oude Romeinse Rijk in gemoderniseerde vorm" en "ligt dicht bij het moderne Italiaans en het Esperanto". Volgens de auteur zou de taal een rol kunnen spelen binnen een Verenigd Europa en als hulpmiddel voor Pan-Amerikaanse communicatie. Doordat de taal uitsluitend gebaseerd is op het Latijn en de moderne Romaanse talen, kan het Latino Moderne ook worden beschouwd als een zonale hulptaal. Een kenmerkende eigenschap die het met deze groep talen gemeen heeft, is dat verstaanbaarheid voor een grote groep mensen belangrijker wordt geacht dan dat de taal ook daadwerkelijk wordt geleerd.

## Verschillen met Interlingua
De woordenschat van het Latino Moderne is, op enkele uitzonderingen na, identiek aan die van het Interlingua. De verschillen betreffen de grammatica, die volgens dezelfde principes tot stand is gekomen, maar minder vereenvoudigd is doordat het Engels hierbij geen rol speelt. Aldus worden in het Latino Moderne, in tegenstelling tot het Interlingua, werkwoorden vervoegd voor persoon en getal, terwijl bijvoeglijke naamwoorden qua geslacht en getal overeenkomen met het bijbehorende zelfstandig naamwoord. Voornaamwoorden worden in hogere mate verbogen. De standaard woordvolgorde is SVO.
Met andere woorden, het Latino Moderne is in wezen Interlingua met een wat complexere grammatica. Veel van de aanpassingen waren eerder ook al voorgesteld door de oorspronkelijke ontwerpers van Interlingua. Het Latino Moderne is dan ook niet bedoeld als concurrent van deze taal, maar als logische aanvulling erop. Zo kan het Latino Moderne worden gebruikt om schrijvers in het Interlingua meer poëtische vrijheid te geven.

## Varianten
Een variant van het Latino Moderne van David Stark is in 2001 onder de naam Latin Moderne voorgesteld door de Fransman Alexandre Rousset, die meer nadruk legt op de potentiële kwaliteiten van het Interlingua als zonale kunsttaal. Een andere, meer op de moderne Romaanse talen gerichte versie van het Interlingua is het Romanica uit 2001 van de Bask Josu Lavin.
Andere voorbeelden van op het Latijn gebaseerde Inter-Romaanse talen zijn Latino sine Flexione (1903-1904), Romanid (1956), Lingua Franca Nova (1965) en Romanova (1999). Alan Libert vermeldt in zijn boek Artificial descendants of Latin in totaal zestien projecten.

## Voorbeeld
Patre nostre, qui es in le celos,
sanctificate sia tu nomine!
Que veni tu regno!
Sia tu volo facite, como in le celo, assi sur la terra!
Nostre pan necessari da nobis hodie,
E pardona nobis le debitas nostres, como anque pardonamus le debitores nostres.
E ne induce nes in a le tentation, ma libera nes ab le maligno,
Proque le regno e le potentia e le gloria son tues por tote le epochas. Amen.
En in het andere Latino Moderne :
Nostre Patre qui es in le cielos,
Que tu nome sia sanctificate !
Que tu reino veni !
Que tu voluntat sia facte sure terra como in cielo !
Dona nois este jorno nostre pan quotidian,
E perdona nois nostre ofensas como nos perdona a nostre ofensores.
E non induce nois in tentation, ma libera nois del mal,
Porque son de te le reino, le pocentia e le gloria pro le sieclos de sieclos. Amen.